# Sinamma danxia
Espèce
Sinamma danxia est une espèce d'araignées aranéomorphes de la famille des Tetrablemmidae.

## Distribution
Cette espèce est endémique du Guangdong en Chine,. Elle se rencontre dans le xian de Renhua.

## Description
Le mâle holotype mesure 1,61 mm et la femelle paratype 1,60 mm.

## Systématique et taxinomie
Cette espèce a été décrite par He, Zhu, Chen et Guo en 2024.

## Étymologie
Son nom d'espèce lui a été donné en référence au lieu de sa découverte, les monts Danxia.

## Publication originale
- He, Zhu, Chen & Guo, 2024 : « The fourth species of Sinamma Lin & Li, 2014 (Araneae,Tetrablemmidae) from China. » Biodiversity Data Journal, vol. 12, no e134334, p. 1-8 (texte intégral).